# Sjeng Kremers
Johan (Sjeng) Kremers (Nieuwenhagen, 10 mei 1933) is een Nederlands psycholoog en oud-politicus van de KVP en later van het CDA. Hij is voormalig Commissaris van de Koningin (gouverneur) van de provincie Limburg.
Deze Limburgse mijnwerkerszoon was voordien hoogleraar in de psychologie aan de Katholieke Universiteit Nijmegen. Hij is tevens voorzitter geweest van de Wetenschappelijke Raad voor het Regeringsbeleid en medeformateur van het kabinet-Van Agt II. Na deze politieke loopbaan werd hij nog medebestuurder van Robeco, een groot Rotterdams beleggingsfonds. Tevens was hij betrokken bij de oprichting van het Republikeins Genootschap in september 1996.
Openbaarvervoerbedrijf Veolia vernoemde in november 2007 een van zijn Velios-treinen naar Kremers.
- Digitale Bibliotheek voor de Nederlandse Letteren: krem006
- Gemeinsame Normdatei: 170642518
- International Standard Name Identifier: 0000 0000 6120 9407
- Library of Congress Control Number: n80090601
- Mathematics Genealogy Project: 141801
- Nationale Bibliotheek van Israël: 987012194275005171
- Nederlandse Thesaurus van Auteursnamen: 07332289X
- Parlement.com: vg09llz91jzl
- Virtual International Authority File: 52989768
- WorldCat: E39PBJkdhCXBQMDW6kr3H38Qv3